# Bartonella

Bartonella је род грам-негативних бактерија. Једини је род у истоименој породици Bartonellaceae.   Род је назван по Алберту Леонарду Бартону Томпсону (1871 - 1950), перуанском научнику. Врсте овог рода су факултативни унутарћелијски паразити, могу заразити и људе, али се сматрају изузетно важним као опортунистички патогени.  Бартонеле се преносе векторима попут крпеља, бува, пешчаних мува и комараца. Бар осам врста или подврста овог рода инфицира људе.  Bartonella инфицира људе хиљадама година, што показује присуство ДНК врсте Bartonella quintana у зубу старом 4000 година. 
Bartonella henselae је одговорна за болест после мачје огреботине.   

## Циклус инфекције
Према тренутно прихваћеном моделу циклуса инфекције сматра се да су инфективни вектори зглавкари, док су природни резервоари заразе сисари. Непосредно по инфекцији, бактерије колонизују своју примарну еколошку нишу, ендотелне ћелије. На сваких пет дана неколико бактеријских ћелија напушта ендотелне ћелије и отпуштају се у крвоток, где инфицирају еритроците. Бактерије се тада унутар еритроцита размножавају док не достигну критичну густину популације. Након тога, бактерије паузирају циклус док их заједно с еритроцитима неки зглавкар који се храни крвљу сисара не усиса у себе. 
Иако су неке научне студије откриле „да нема дефинитивних доказа о преносу путем крпеља на домаћина кичмењака“,   зна се да је Bartonella преносива и на животиње и на људе преко других вектора, као што су буве, ваши и пешчане муве.  Недавна истраживања показала су снажну повезаност између изложености крпеља и бартонелозе , укључујући и бартонелозу код људи. Све врсте Bartonella које су идентификоване у псоликим зверима јесу  и патогени људи. 

## Лечење
Лечење зависи од тога која се врста или сој Bartonella налази код одређеног пацијента. Иако је род подложан ефекту већине стандардних антибиотика ин витро, на пример макролидима и тетрациклину, ефикасност лечења антибиотицима код имунокомпетентних особа није загарантована.  Имунокомпромитовани пацијенти треба да се лече антибиотицима, јер су они посебно подложни системским болестима и бактеремији. Лекови изузетне ефикасности укључују триметоприм-сулфаметоксазол, гентамицин, ципрофлоксацин и рифампицин; Bartonella henselae је углавном отпорна на пеницилин, амоксицилин и нафцилин.  